# ワシュテノー・コミュニティ・カレッジ
ワシュテノー・コミュニティ・カレッジ（Washtenaw Community College）は、アメリカ合衆国ミシガン州アナーバータウンシップ(Ann Arbor Township)にあるコミュニティ・カレッジである。

## 校長
- David H. Ponitz (1965-1974)
- Gunder A. Myran (1975-1998)
- Larry L. Whitworth (1998-)